# Анета (Північна Дакота)
Анета (англ. Aneta) — місто (англ. city) в США, в окрузі Нелсон штату Північна Дакота. Населення — 234 особи (2020).

## Географія
Анета розташована за координатами 47°40′47″ пн. ш. 97°59′20″ зх. д. / 47.67972° пн. ш. 97.98889° зх. д. (47.679719, -97.988984).  За даними Бюро перепису населення США в 2010 році місто мало площу 2,56 км², з яких 2,55 км² — суходіл та 0,01 км² — водойми.

## Демографія
Згідно з переписом 2010 року, у місті мешкали 222 особи в 107 домогосподарствах у складі 53 родин. Густота населення становила 87 осіб/км².  Було 142 помешкання (55/км²).
Расовий склад населення:
| - 96,8 % — білих - 0,9 % — корінних американців |

До двох чи більше рас належало 2,3 %. Частка іспаномовних становила 0,9 % від усіх жителів.
За віковим діапазоном населення розподілялося таким чином: 9,9 % — особи молодші 18 років, 45,5 % — особи у віці 18—64 років, 44,6 % — особи у віці 65 років та старші. Медіана віку мешканця становила 60,7 року. На 100 осіб жіночої статі у місті припадало 103,7 чоловіків;  на 100 жінок у віці від 18 років та старших — 104,1 чоловіків також старших 18 років.
Середній дохід на одне домашнє господарство  становив 50 614 долари США (медіана — 35 417), а середній дохід на одну сім'ю — 71 007 доларів (медіана — 60 313). За межею бідності перебувало 13,3 % осіб, у тому числі 5,0 % дітей у віці до 18 років та 29,8 % осіб у віці 65 років та старших.
Цивільне працевлаштоване населення становило 126 осіб. Основні галузі зайнятості: освіта, охорона здоров'я та соціальна допомога — 30,2 %, роздрібна торгівля — 11,1 %, мистецтво, розваги та відпочинок — 10,3 %, сільське господарство, лісництво, риболовля — 10,3 %.